# 1992 au Manitoba
Chronologie du Manitoba
- 1988
- 1989
- 1990
- 1991
- 1992
- 1993
- 1994
- 1995
- 1996

Cette page concerne des événements survenus en 1992 dans la province canadienne du Manitoba.

## Politique
- Premier ministre : Gary Filmon
- Chef de l'Opposition :
- Lieutenant-gouverneur : W. Yvon Dumont (en)
- Législature :

## Événements
- 28 octobre : Élections municipales du Manitoba (en).

## Naissances
- 22 janvier : Quinton Howden (né à Winnipeg), joueur professionnel de hockey sur glace canadien.

- 15 avril : Calvin Pickard (né à Winnipeg), joueur professionnel de hockey sur glace canadien évoluant au poste de gardien de but.

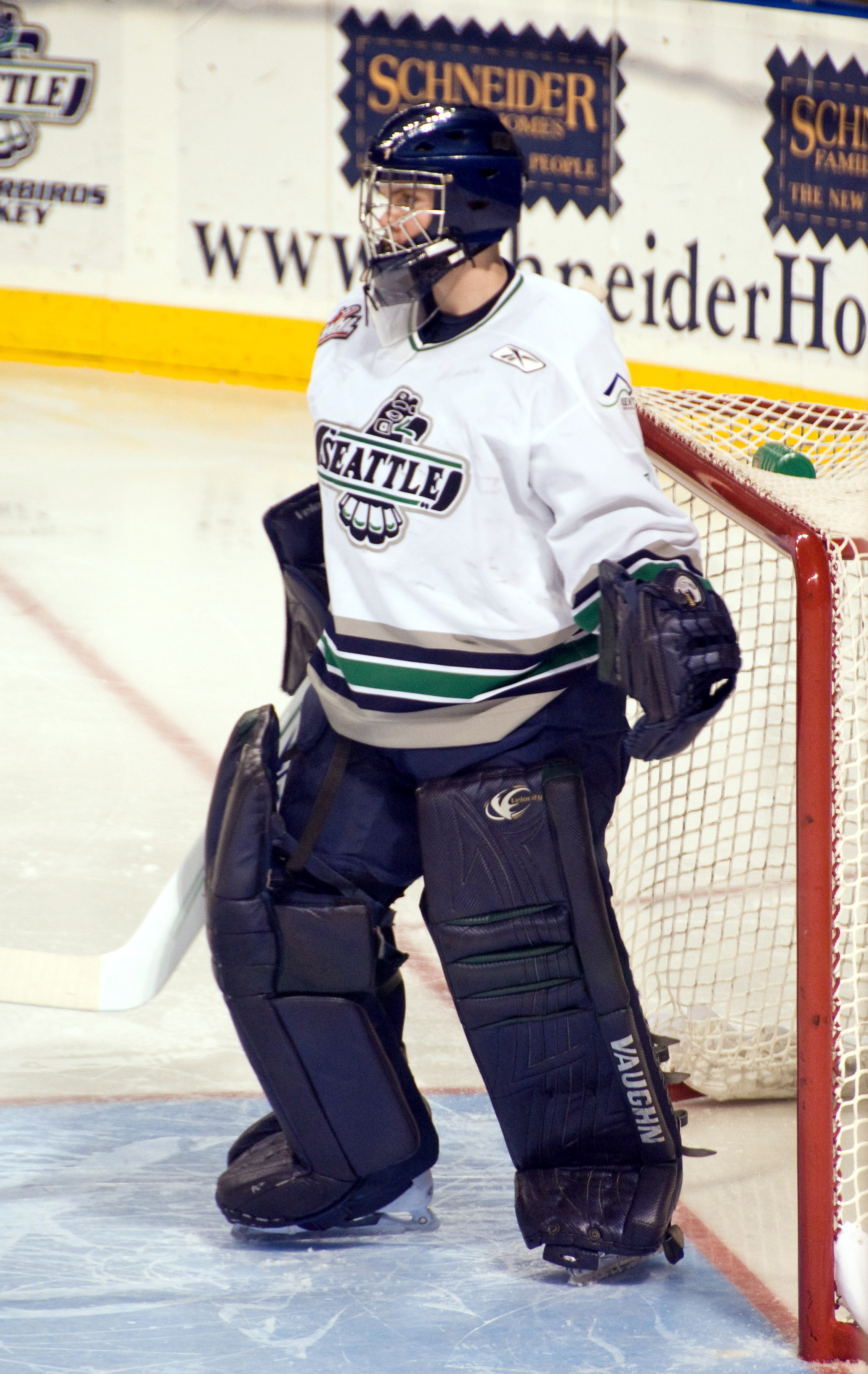
Calvin Pickard.
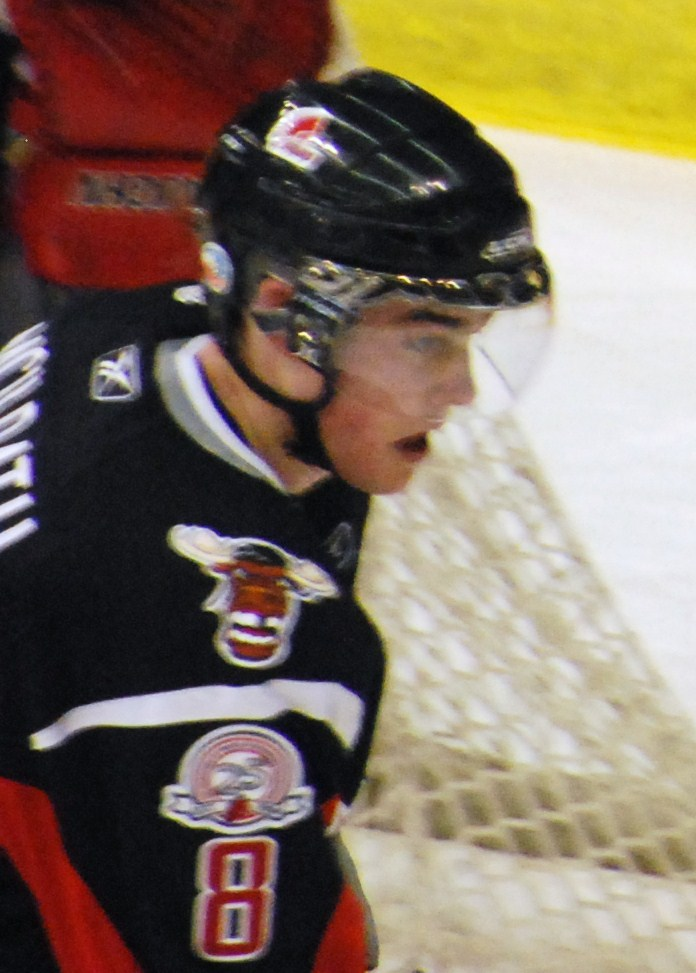
Dylan McIlrath.

- 20 avril : Dylan McIlrath (né à Winnipeg), joueur de hockey sur glace évoluant à la position de défenseur.